# Балуев, Пётр Семёнович
Пётр Семёнович Балу́ев (1857 — 1923, Москва) — русский военачальник, генерал от инфантерии.

## Биография
Дворянин. Из семьи офицера.

### Русская императорская армия

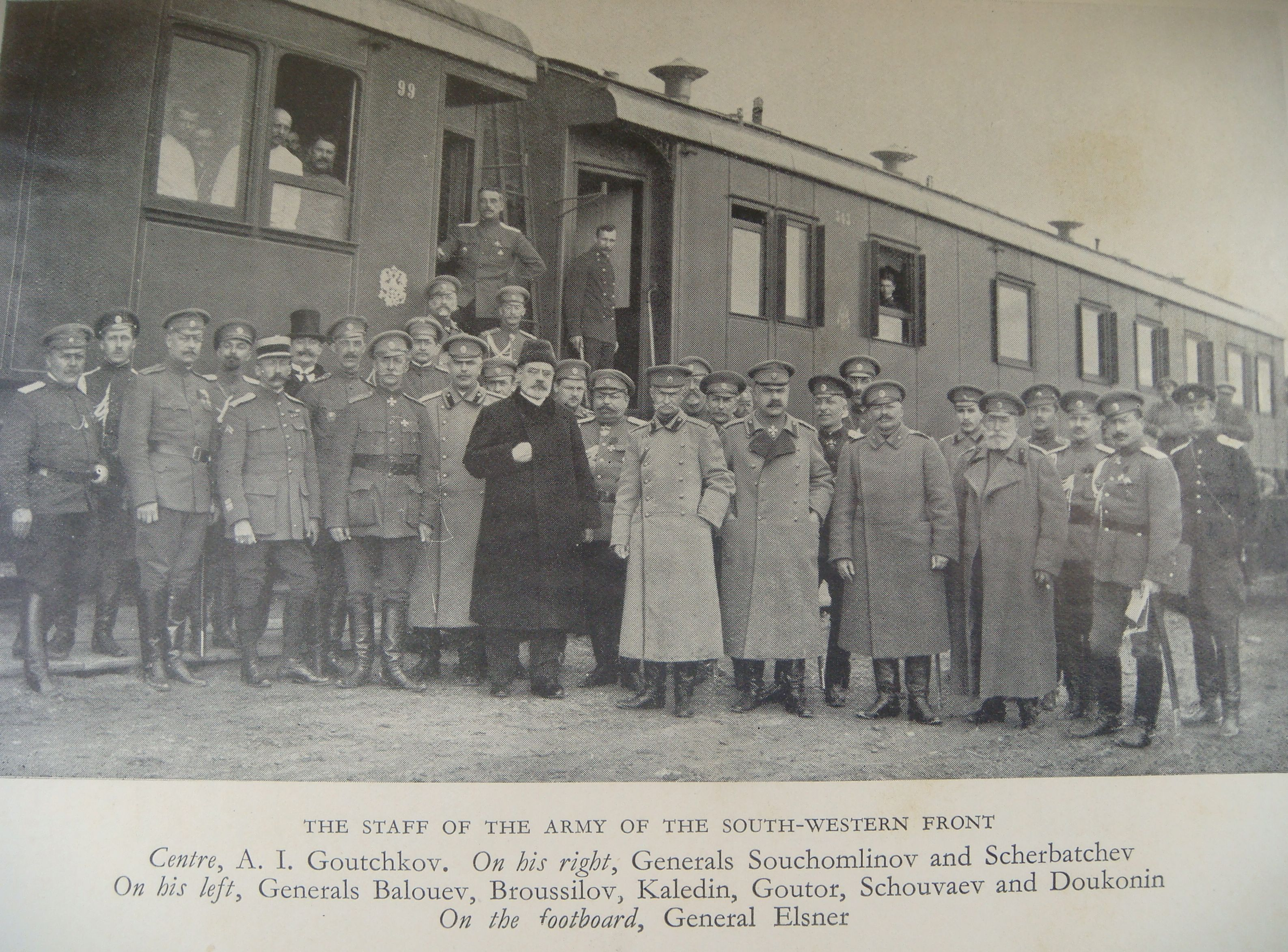
Чины Штаба Юго-Западного фронта вместе с военным министром А. И. Гучковым
Слева от него — генералы П. С. Балуев, А. А. Брусилов,А. М. Каледин, А. Е. Гутор, Д. С. Шуваев, Н. Н. Духонин.

- Окончил Владимирскую Киевскую военную гимназию.
- 1876 — Окончил 1-е Павловское училище. Выпущен в Александропольскую крепостную артиллерию.
- 1877—1878 — Участвовал в русско-турецкой войне.
- 1882 — Окончил Николаевскую академию Генерального штаба.
- 24 ноября 1882 — Офицер для особых поручений при штабе Закаспийской области.
- 21 января 1883 — Офицер для особых поручений при штабе IV армейского корпуса.
- 25 октября 1885 — Прикомандирован к войсковому штабу войска Донского для преподавания военных наук в Новочеркасском казачьем юнкерском училище.
- 31 октября 1889 — 20 апреля 1892 — Старший адъютант войскового штаба войска Донского.
- 1892 — Полковник.
- 13 июня 1895 — Управляющий канцелярией войскового штаба войска Донского.
- 13 мая — 13 сентября 1900 — Командир батальона Воронежского 124-го пехотного полка.
- 5 марта 1901 — Командир Имеретинского 157-го пехотного полка.
- 1904 — Генерал-майор.
- 19 февраля 1904 — Командир 2-й бригады 16-й пехотной дивизии.
- 22 октября 1904 — Начальник штаба VI армейского корпуса.
- 9 июля 1910 — Генерал-лейтенант. Начальник 17-й пехотной дивизии.
- Август 1914 — Вступил в войну в составе XIV армейского корпуса 4-й армии.
- 13 августа 1914 — Атаковал и выбил противника из деревни Гута, уничтожив 11-й гонведный полк и захватив его знамя (за эти действия в августе 1916 награждён Георгиевским оружием).
- 30 августа 1914 — Командующий VI армейским корпусом в составе 2-й армии.
- 16-17 сентября 1914 — Деблокировал крепость Осовец, после чего корпус был передан в 10-ю армию.
- Сентябрь 1914 — Успешным фланговым ударом от Граева вышел в тыл германской армии, но штаб фронта не развил успех.
- Октябрь 1914 — Корпус вошёл в состав вновь сформированной 1-й армии.
- 9 ноября — 6 декабря 1914 — По причине ранения состоял в резерве чинов при штабе Минского ВО.
- 6 декабря 1914 — Командующий V армейским корпусом (7-я и 10-я пехотные дивизии).
- В сентябре 1915 года, при ликвидации Свецянского прорыва, корпус Балуева нанес поражение 75-й немецкой резервной дивизии на южном берегу озера Нарочь. Российский исследователь А.В. Олейников в своей книге «Успешные генералы забытой войны» (М., 2014) пишет про это событие следующее:«Весьма значительный отрезок боевой карьеры П.С. Балуева был связан с фронтом в районе озера Нарочь. После 48-часового непрерывного боя (16-18 сентября 1915г.) у озера Нарочь он разбил германскую 75-ю резервную дивизию (командир Макс фон Сейдвитц) и отбросил ее к Близникам. И это при том, что местность в районе действия корпуса (пересеченная крупными озерами) до крайности стеснила наступательные действия, а противник укреплялся. Войска 5-го армейского корпуса были одними из понесших наибольшие потери среди корпусов – участников Виленского сражения и последующих боевых событий: 7-я пехотная дивизия из 7965 штыков потеряла 5174 штыка, 10-я пехотная дивизия из 6148 штыков потеряла 2121 штык»[1].
- 18 сентября 1915 — Генерал от инфантерии.
- Февраль 1916 — Возглавил левофланговую группу 2-й армии (V АК, III Сибирский АК, XXXV АК).
- 5-8 марта 1916 — Руководил действиями группы на линии озеро Нарочь — Вишневское, успешными действиями оттеснил противника вдоль оз. Нарочь[2], захватил все линии первой полосы немецких укреплений и взял в плен 18 офицеров и около 1300 солдат (за эти действия в августе 1916 года награждён орденом Св. Георгия IV степени).
- 1916 — Участвовал в наступлении генерала А. А. Брусилова на Стыре и Липе.
- 10 ноября 1916 — Совмещал командование корпусом с руководством Особой армией.
- 18 марта — 9 июля 1917 — Командующий Особой армией в составе Юго-Западного фронта (XXXI, XXXIX, XLVI армейские и IV конный корпус). В ходе Июньского наступления Особой армии отводилась пассивная роль. Родоначальник новых ударных батальонов русской армии[3].
- 9 июля 1917 — Командующий 11-й армией.
- 12 июля 1917 — Оставил Тарнополь.
- 15 июля 1917 — Занял фронт от Радзивилова до Волочиска.
- 19 июля 1917 — Сдал командование генералу Ф. С. Рербергу.
- 24-31 июля 1917 — Главнокомандующий армиями Юго-Западного фронта.

Главнокомандующим Юго-западным фронтом был назначен случайно, наспех, генерал Балуев… (А. И. Деникин).
- 5 августа — 12 ноября 1917 — Главнокомандующий армиями Западного фронта.
- 12 ноября 1917 — Отстранён от должности и арестован Военно-революционным комитетом фронта.

### Красная армия
- 1918 — Добровольно вступил в Красную армию[4] .
- 1919 — Инспектор военных сообщений Высшей военной инспекции.
- 1920 — Входил в состав Особого совещания при Главкоме и Комиссии по исследованию и использованию опыта 1-й мировой войны.
- На преподавательской работе.

Умер в Москве в 1923 году.

## Награды

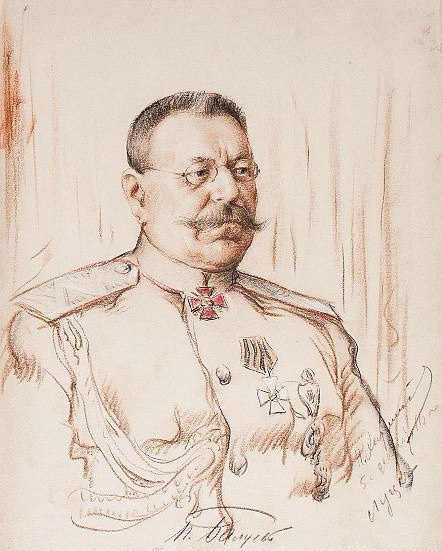
Портрет 1916 г.

- Портрет 1916 г.Награждён российскими орденами Св. Станислава 3-й степени с мечами и бантом (1878); Св. Анны 3-й степени (1883); Св. Станислава 2-й степени (1887); Св. Анны 2-й степени (1891); Св. Владимира 4-й степени (1893); Св. Владимира 3-й степени (1895); орденом Персидского Льва и Солнца 2-й степени (1895); Св. Станислава 1-й степени (1906); Св. Анны 1-й степени (1912); Белого Орла (1915); Георгиевское оружие (1916).
- Орден Св. Георгия 4-й ст. (ВП от 15.08.1916): «Командиру 5-го армейского корпуса, Генералу от Инфантерии Петру Балуеву за то, что начальствуя группой корпусов в боях с 5-го по 8-е Марта 1916 года и лично руководя действиями своего корпуса на фронте озер Нарочь-Вишневское, под артиллерийским огнем противника провел выработанный им план атаки, при тщательной ее подготовки и искусной группировки войск и артиллерии, причем штурмом взял сильно укрепленную позицию противника, захватив в плен 18 офицеров, 1255 нижних чинов, 18 пулеметов и много других трофеев, отбив впоследствии все контратаки противника».

## Воспоминания современников
Французский профессор-славист Жюль Легра (1866-1939), который прибыл в Российскую империю в феврале 1916 года по заданию отдела службы военной пропаганды при втором отделе генштаба Министерства обороны Франции, в своих мемуарах дает такую оценку П.С. Балуеву: "Генерал Балуев, командующий 5-м корпусом, один из самых значительных военных, которого я встретил в моей долгой поездке. Я охотно поместил бы его рядом с генералом Гурко".

## Сочинения
- Исторические и статистические описания станиц и городов, посещаемых г. военным министром при объезде его превосходительством Области Войска Донского в 1900 году. — Новочеркасск: Обл. Войска Донск. тип., 1900 (РГБ (недоступная ссылка))
- Военно-топографический обзор Бобро-Наревского района. — Ломжа : тип. Штаба 6-го армейского корпуса, 1909.
- Записка ген. от инфантерии Балуева[6].
- Восьмая армия в Луцком прорыве // В книге «Луцкий прорыв». — М., 1924. Стр. 31-79.

## Дополнительно
- Биография Балуева П. С. на сайте «Хронос»
- Балуев, Пётр Семёнович. // Проект «Русская армия в Великой войне».